# Simona Koß

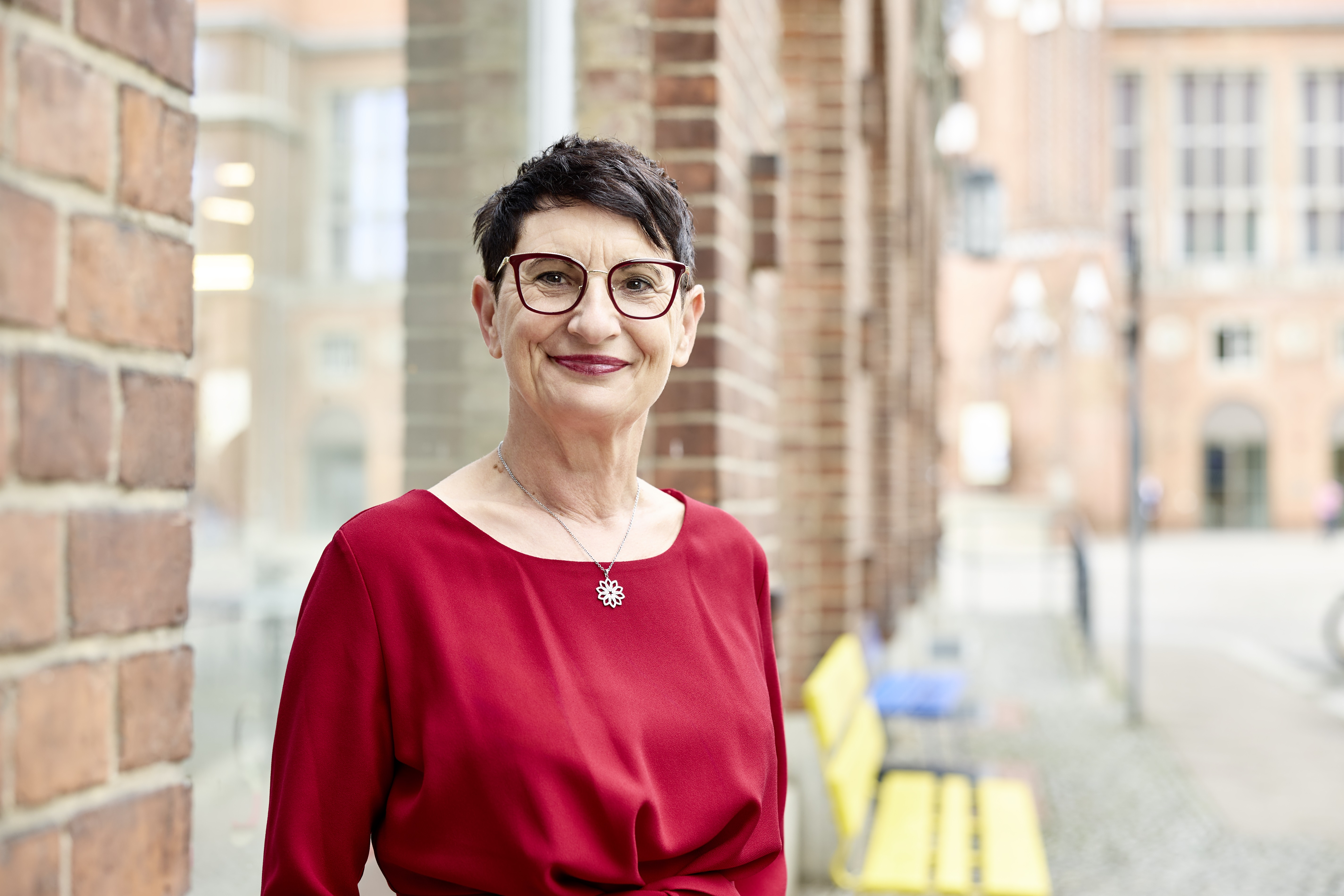
Simona Koß (2025)

Simona Koß (* 9. Juni 1961 in Strausberg, DDR) ist eine deutsche Politikerin (SPD). Sie ist seit 2019 ehrenamtliche Bürgermeisterin der Gemeinde Prötzel. Sie war von 2021 bis 2025 Mitglied des Deutschen Bundestags. Zuvor war sie von 2014 bis 2019 und 2021 Abgeordnete im Landtag Brandenburg.

## Leben
Nach dem Schulbesuch in Strausberg studierte Koß zunächst am Institut für Lehrerbildung Neuzelle und anschließend bis 1984 an der Pädagogischen Hochschule Güstrow. Anschließend war sie als Lehrerin an verschiedenen Schulen tätig. Sie absolvierte ein zusätzliches Studium der Sonderpädagogik und war von 2006 bis 2014 als Leiterin einer Förderschule in Seelow tätig. Seit Januar 2020 ist sie Schulrätin im Staatlichen Schulamt Frankfurt (Oder).
Sie ist Vorsitzende des Bundesverbands der Deutsch-Polnischen Gesellschaft. Am 2. März 2023 sprach sie in der Bundestagsdebatte zum 25. Jahrestag der Europäischen Charta der Regional- oder Minderheitensprachen einige Sätze in niedersorbischer Sprache.
Simona Koß ist verheiratet und Mutter von zwei Kindern.

## Politik
Von 1998 bis 2007 gehörte Koß dem Kreistag des Landkreises Märkisch-Oderland an. 2014 bis 2019 war sie Mitglied der Gemeindevertretung von Prötzel, seit 2019 ist sie Bürgermeisterin der Gemeinde. Seit Mai 2019 ist sie wieder Mitglied des Kreistages Märkisch-Oderland.
2014 bis 2019 war sie erstmals Abgeordnete des Landtages Brandenburg, nachdem sie bei der Landtagswahl 2014 das Direktmandat im Landtagswahlkreis Märkisch-Oderland IV errungen hatte. Bei der Landtagswahl 2019 verfehlte sie zunächst den Wiedereinzug in den Landtag, rückte jedoch am 1. September 2021 für Ortwin Baier in den Landtag nach.
2019 wurde Simona Koß erstmals zur ehrenamtlichen Bürgermeisterin der Gemeinde Prötzel gewählt. Am 9. Juni 2024 wurde sie bei einem Gegenkandidaten mit 53,5 % der gültigen Stimmen für eine weitere Amtszeit von fünf Jahren bestätigt.
Am 26. September 2020 wurde Simona Koß auf einer SPD-Mitgliederversammlung zur Bundestagskandidatin für den Bundestagswahlkreis Märkisch-Oderland – Barnim II gewählt. Diesen Wahlkreis konnte sie bei der Bundestagswahl 2021 direkt gewinnen und zog somit in den Bundestag ein. Im Zuge dessen legte sie ihr Landtagsmandat nieder. Für sie rückte Sascha Philipp in den Landtag nach. Im Bundestag war sie ordentliches Mitglied im Ausschuss für Inneres und Heimat sowie im Ausschuss für Kultur und Medien. Zudem gehörte sie als stellvertretendes Mitglied dem Gesundheitsausschuss an.
Ab 2023 übernahm sie den Vorsitz des Kuratoriums der Bundeszentrale für politische Bildung.
Bei der Bundestagswahl 2025 konnte sie ihr Direktmandat im Wahlkreis Märkisch-Oderland – Barnim II nicht verteidigen.
Im Juni 2025 wurde Simona Koß zur gemeinsamen Kandidatin von SPD und DIE LINKE für die Oberbürgermeisterwahl von Frankfurt (Oder) am 21. September 2025 nominiert. 